# Shinjuku Sumitomo Building
Il Shinjuku Sumitomo Building (新宿住友ビルディング?, Shinjuku Sumitomo Birudingu) è un grattacielo situato a Nishi-Shinjuku, Shinjuku, Tokyo, in Giappone.
Con un'altezza di 210 metri, al completamento della costruzione nel marzo 1974 è stato l'edificio più alto di Tokyo e del Giappone, superando il Keio Plaza Hotel North Tower; questo record è stato detenuto per soli sei mesi fino al settembre 1974, quando fu completato il Shinjuku Mitsui Building.